# Annette Schürmann
Annette Schürmann (* 4. November 1960 in Dorsten) ist eine deutsche Molekularbiologin, die auf dem Gebiet der Diabetes- und Adipositasforschung tätig ist.

## Laufbahn
Schürmann erwarb 1981 ihr Abitur am Ratsgymnasium in Gladbeck. Anschließend studierte sie Biologie in Münster und Göttingen und erwarb 1987 ihr Diplom an der Universität Göttingen. Im Jahr 1991 wurde sie im Fach Biologie am Institut für Pharmakologie der Georg-August-Universität Göttingen promoviert. 1992 wechselte Schürmann an das Institut für Pharmakologie und Toxikologie der RWTH Aachen und habilitierte sich dort 1997 im Fach Pharmakologie.
Von 1997 bis 1999 folgte ein Forschungsaufenthalt am Scripps Research Institute als Stipendiatin der DFG, Department of Immunology La Jolla, Kalifornien.
Schürmann war von 1999 bis 2002 wissenschaftliche Oberassistentin am Institut für Pharmakologie und Toxikologie der RWTH Aachen. Im Jahr 2002 erfolgte die Ernennung zur außerplanmäßigen Professorin der RWTH Aachen.
Im gleichen Jahr wechselte Schürmann an das Deutsche Institut für Ernährungsforschung (DIFE) in Potsdam-Rehbrücke, wo sie bis 2009 die Arbeitsgruppe Endokrine Pharmakologie leitete.
2009 nahm Schürmann einen Ruf auf die W3-Professur ‚Experimentelle Diabetologie‘ am DIFE und der Universität Potsdam an. Seit 2014 ist sie eine Sprecherin des Deutschen Zentrums für Diabetesforschung e. V. (DZD).

## Auszeichnungen und Preise
- 2016: Werner-Creutzfeldt-Preis der Deutschen Diabetes Gesellschaft
- 2021: DAG Medaille der Deutschen Adipositas-Gesellschaft.[3]
- 2021: Hellmut-Otto-Medaille der Deutschen Diabetes Gesellschaft
- 2025: Paul-Langerhans-Medaille der Deutschen Diabetes Gesellschaft[4]

## Publikationen (Auswahl)
- Intermittierendes Fasten – Was gibt es Neues aus der Wissenschaft?, Mandy Stadion, Annette Schürmann[5]
- Vom Labor zum Patienten – Translationale Diabetesforschung, Annette Schürmann u. a.[6]